# Valkenheide
Valkenheide is een buurtschap van Maarsbergen, gelegen in de Nederlandse provincie Utrecht. Het maakt deel uit van de gemeente Utrechtse Heuvelrug. Het ligt aan de N226, tussen Maarsbergen en Leersum, in een gebied dat vroeger een heide was. De Utrechtse Heuvelrug is tegenwoordig een nationaal park.
Ten westen van Valkenheide ligt de Foldocusheuvel.

## Geschiedenis
In het jaar 1910 kocht de Nederlandse Hervormde Kerk een stuk grondgebied van enkele deelgenoten van de gemeenschappelijke Maarsbergse heide om er een internaat te bouwen. Het internaat is in 1912 geopend door Koningin Emma. Door latere uitbreidingen en personeelswoningen is er een buurtschap ontstaan met enkele tientallen woningen. Ook is er een VMBO school (Vakcollege Maarsbergen), met een regionale functie en een VSO REC 4 (vroeger VSO ZMOK) school (De Sprong) waar zowel op Valkenheide geplaatste leerlingen als 'externe' leerlingen onderwijs krijgen. In Valkenheide staat een kerkgebouw, 'de Valkenburcht'. De kerk is geen onderdeel meer van het internaat. Het internaat Valkenheide heeft zich in de loop der jaren ontwikkeld tot een multifunctionele jeugdzorg-instelling en is tegenwoordig onderdeel van de organisatie Pluryn.

## Tweede Wereldoorlog
Nadat in juni 1944 de invasie in Normandië had plaatsgevonden en de geallieerden snel oprukten in noordelijke richting, dachten veel mensen dat de bevrijding snel zou plaatsvinden. Het ondergrondse verzet in de gemeenten Maarn, Leersum, Doorn en Woudenberg sprak met de directeur van Valkenheide Dirk Noordam af dat na de capitulatie NSB'ers naar het strafpaviljoen van Valkenheide zouden worden gebracht. Op 6 september 1944, een dag na Dolle Dinsdag, leek de bevrijding nog slechts een kwestie van dagen, zo niet uren te zijn. 
De vluchtende NSB-burgemeester van Wijk bij Duurstede werd aangehouden en naar Valkenheide overgebracht. Het kwam daarbij tot een vuurgevecht met een Duitse patrouille tussen de Donderberg en Valkenheide. Zij waren op zoek naar de NSB-burgemeester van Amerongen en Leersum die op dat moment al werd vastgehouden in de Valkenheide. De Duitsers kwamen er via de vrouw van een van de verzetsmensen achter dat de NSB'ers in Valkenheide waren en beide burgemeesters werden bevrijd. De directeur van Valkenheide Noordam werd op 8 september 1944 door Duitsers doodgeschoten in de tuin van zijn woning.

## De naam 'Valkenheide'
Valkenheide ligt dicht bij kasteel Maarsbergen. Naast veel grondgebiedschenkingen kreeg het kasteel ook veel rechten, zoals het recht 'tot het zetten van de valk', zowel op eigen grondgebied als op de gemeenschappelijke heide. De eigenaren van kasteel Maarsbergen hadden dus het recht om met de valk te jagen op gevederd wild of ander gedierte. Vandaar dat het internaat in 1912 de naam 'Valkenheide' kreeg.

## Museum Valkenheide
Op het terrein is Museum Valkenheide gevestigd. De geschiedenis van Valkenheide wordt hier middels oude foto's en voorwerpen in beeld gebracht. Tevens is het archief van Valkenheide hier opgeslagen

## Foto's

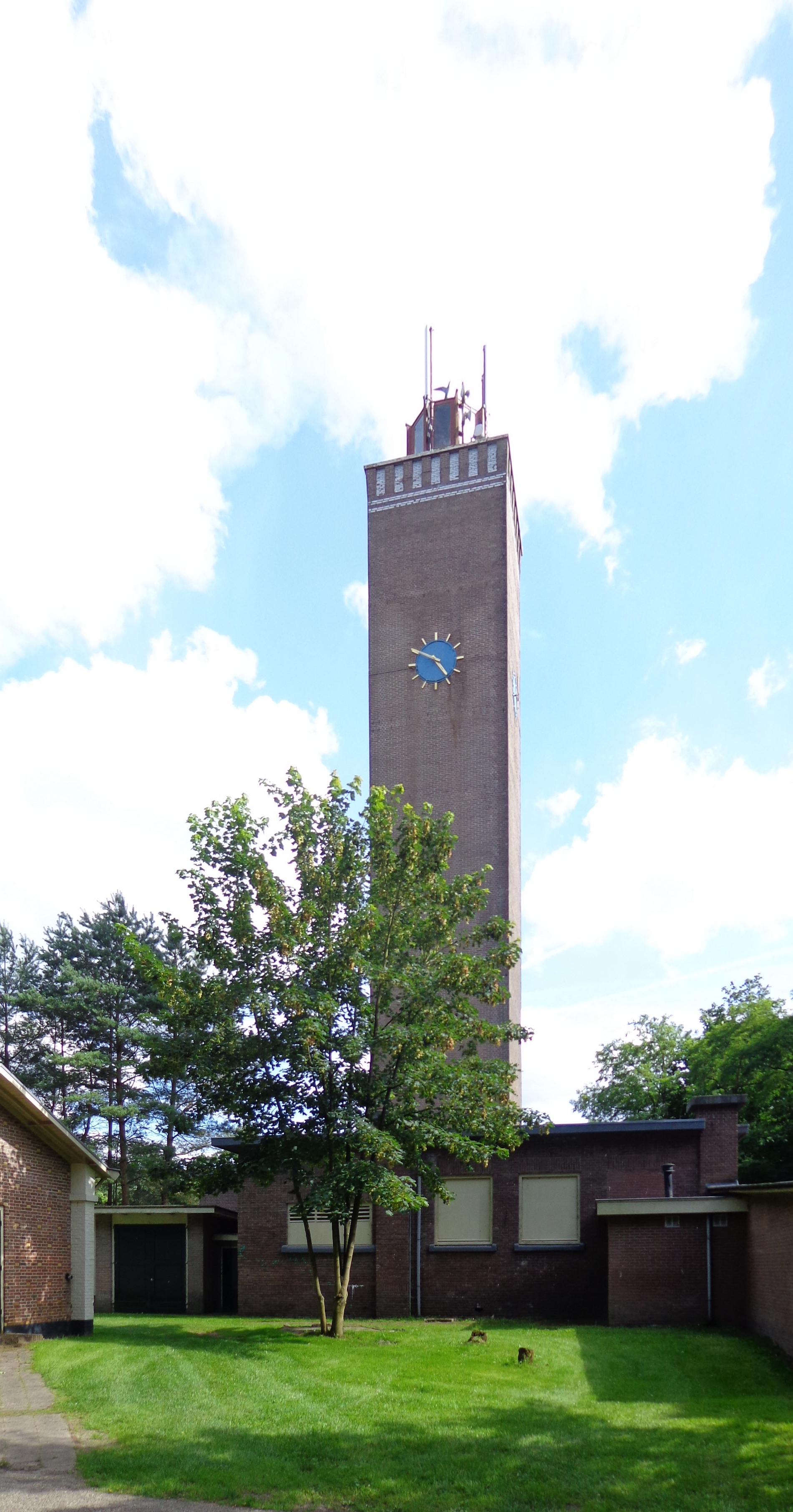
Watertoren
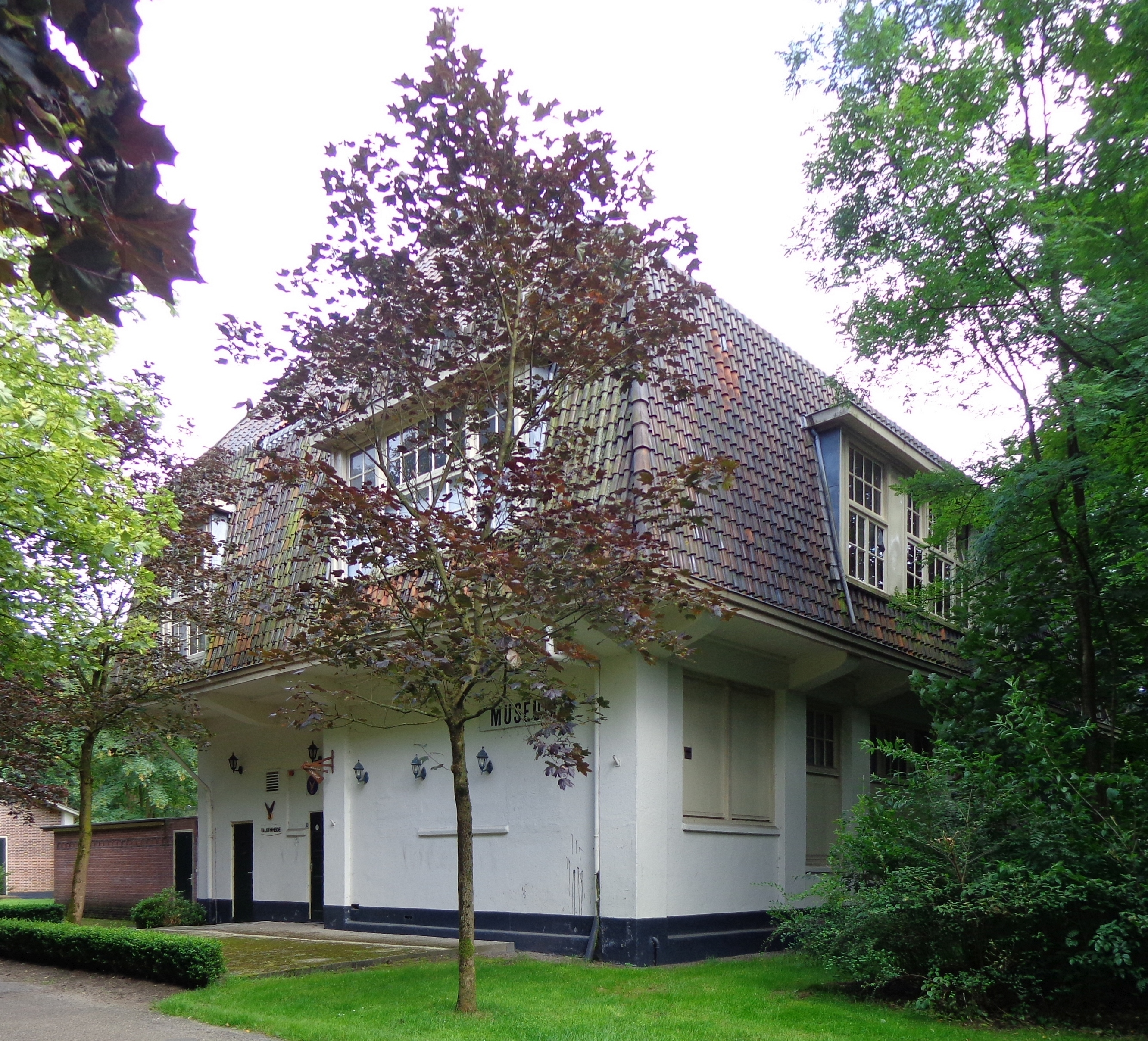
Museum Valkenheide
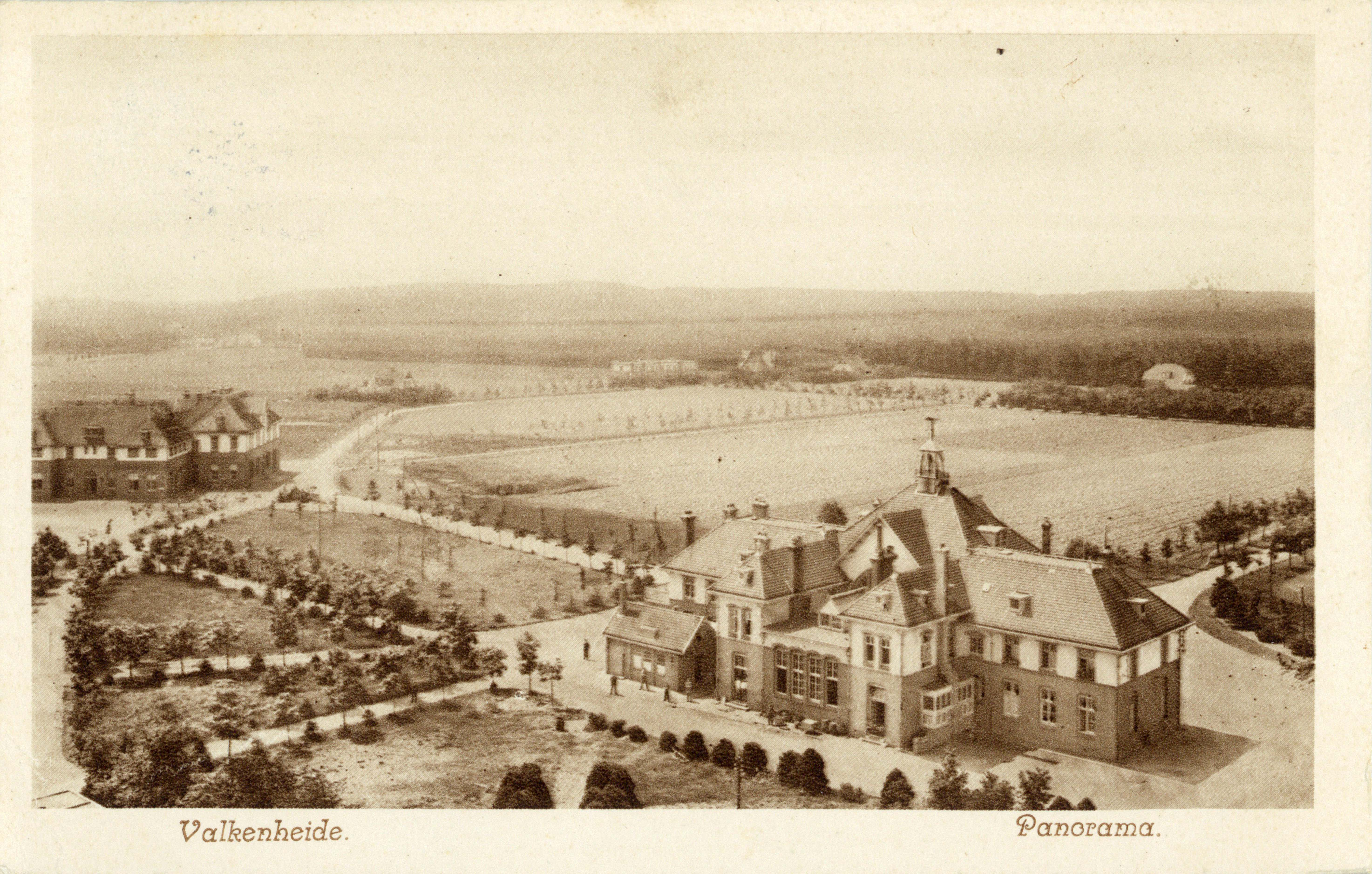
Panorama Valkenheide (1925)

Dorpen: Amerongen · Doorn · Driebergen-Rijsenburg · Leersum · Maarn · Maarsbergen · Overberg

Buurtschappen: Beerschoten · Boswijk · Breedeveen · Darthuizen · De Groep (deels) · Haagje · Haspel · Oud Rijsenburg · Palmstad · Sterkenburg · Valkenheide

Provincie Utrecht · Plaatsen in de provincie